# Drupadia estella
Drupadia estella är en fjärilsart som beskrevs av William Chapman Hewitson 1863. Drupadia estella ingår i släktet Drupadia och familjen juvelvingar. IUCN kategoriserar arten globalt som livskraftig. Inga underarter finns listade i Catalogue of Life.

## Bildgalleri

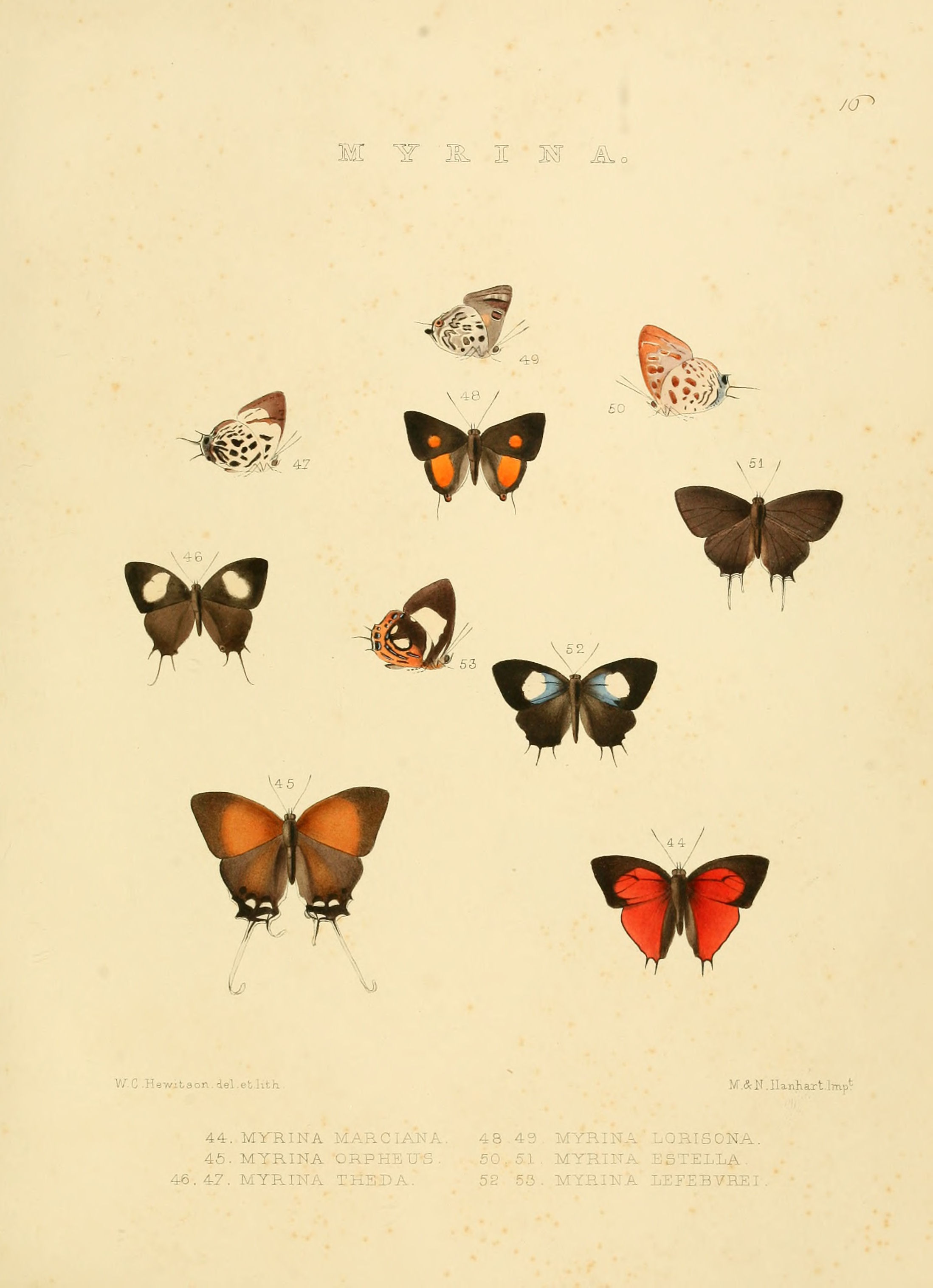
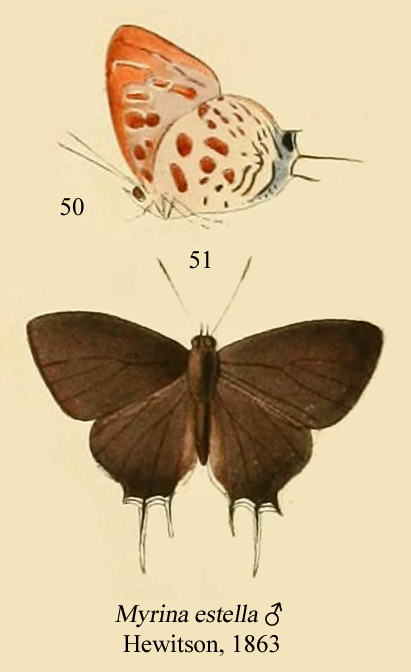